# Municipalitatea Rayón, Sonora
Rayón este o municipalitate și, totodată, localitatea (Rayón, Sonora) care este reședința sa, din statul Sonora, Mexic.

## Activitate economică
Activitatea economică de bază este creșterea vitelor.  Conform recensâmântului din anul 2000, în întreaga municipalitate se găseau peste 18.000 de capete de vită.